# Szarlota Krystyna z Brunszwiku-Wolfenbüttel
Szarlota Krystyna Zofia z Brunszwiku-Wolfenbüttel, niem. Charlotte Christine Sophie von Braunschweig-Wolfenbüttel (ur. 28 sierpnia 1694 w Wolfenbüttel, zm. 2 listopada 1715 w Petersburgu) – żona carewicza Aleksego Piotrowicza, matka cesarza Piotra II Romanowa.
Była córką księcia Brunszwiku-Wolfenbüttel Ludwika Rudolfa i Krystyny Luizy Oettingen. 14 października?/25 października 1711 w Torgau wyszła za mąż za Aleksego Piotrowicza Romanowa syna Piotra I Wielkiego. Ze związku tego pochodziło dwoje dzieci:
- Natalia Aleksiejewna (ur. 21 lipca 1714, zm. 22 listopada 1728)[3],
- Piotr Aleksiejewicz (ur. 12 października 1715, zm. 19 stycznia 1730)[3] – późniejszy cesarz Rosji Piotr II.

Jej siostrą była Antonina Amalia żona Ferdynanda Alberta II i matka Antoniego Ulryka ojca Iwana VI Romanowa oraz Elżbieta Krystyna cesarzowa Świętego Cesarstwa Rzymskiego żona Karola VI Habsburga i matka Marii Teresy.
Zmarła 10 dni po narodzinach syna. Została pochowana w soborze Świętych Piotra i Pawła w Petersburgu. Szarlota do śmierci nie zmieniła wyznania i pozostała luteranką.